# Каррей, Жак
Жак Каррей (фр. Jacques Carrey, 12 января 1649, Труа — 18 февраля 1726, Труа) — французский художник, известный исключительно благодаря своим зарисовкам скульптур Парфенона 1674 года, поскольку в 1670 году входил в свиту Шарля Олье, маркиза де Нуантеля, французского посла в Османской империи в Константинополе.

## Биография
Частью миссии маркиза де Нуантеля было также покупать рукописи, скульптуры и другие предметы античного наследия. Каррея рекомендовал де Нуантелю художник и теоретик живописи Шарль Лебрен, чтобы первый мог сопровождать маркиза как рисовальщик. Так в период между 1670 и 1679 гг. Жак Каррей выполнил более 500 чертежей городов, предметов антиквариата, церемоний и примеров местных праздников и обычаев в Малой Азии, Греции и Палестине.
Шарль Оливье де Нуантель посетил Афины в ноябре 1674 года. Здесь в двухнедельный период Каррей создал около 55 рисунков скульптур Парфенона. Тридцать пять из них содержат также подробные сведения о фронтонах, метопах и его фризах, — они сохранились доныне в Парижской национальной библиотеке. Поскольку 20 % скульптур Парфенона были разрушены венецианцами в 1687 году, работа Каррея — единственное свидетельство об уничтоженных скульптурах. Его зарисовки красным и чёрным мелом тщательно и с археологической точностью изображают трещины и другие повреждения, без попыток самостоятельно восполнить недостающие детали. Репринт рисунков Жака Каррея с описанием приведен в книге братьев Этьен «Загадка античной Греции: Археология открытия».
- Рисунки Жака Каррея. Левый фрагмент и правый фрагмент ...
- западного фронтона Парфенона , который изображал спор Афины с Посейдоном

После возвращения в Париж в 1679 Каррей представил Лебрену свои чертежи, созданные в период работы в Константинополе. Некоторые из них сейчас представлены в комнате Cabinet des Dessins в Лувре, Париж. Три полноценные картины, созданные Карреем в 1675 году, сейчас неизвестны. Однако портрет маркиза де Нуантеля в Афинах экспонируется в Музее изящных искусств в Шартре.